# دث-دوم
دث-دوم متال (به انگلیسی: Death-Doom) که به فرم دث/دوم یا دث‌دوم نیز نوشته می‌شود زیرشاخه‌ای از موسیقی هوی متال است.هنرمندانِ این نوع موسیقی، تندای آهسته‌ی درام و  حالت‌های بدبین یا غم‌افزای دوم متال را با خوانندگی دث گرول در دث متال درهم آمیخته یا ترکیب میکنند .این سبک در میانه‌های دههٔ ۱۹۸۰ پدیدار گشت و در دهه ۹۰ به محبوبیت فراگیرتری دست پیدا کرد ، اما در قرن ۲۱ مانند قبل رایج نیست.